# جان آسکرافت
جان آسکرافت (انگلیسی: John Ascroft؛ زادهٔ ۱۹۰۹ - درگذشته نامشخص) بازیکن فوتبال اهل انگلستان بود.
از باشگاه‌هایی که در آن بازی کرده‌است می‌توان به باشگاه فوتبال آرسنال اشاره کرد.